# Paul Bielby
Paul Anthony Bielby MBE (sinh ngày 24 tháng 11 năm 1956) là một cựu cầu thủ bóng đá người Anh thi đấu ở vị trí tiền vệ cho Manchester United, Hartlepool United và Huddersfield Town. He sinh ra ở Darlington.
Ông được phong là Member of the Order of the British Empire (MBE) tại New Year Honours 2008 vì sự phục vụ cho người trẻ của ông.